# Microregione di Catu
Catu è una microregione dello Stato di Bahia in Brasile, appartenente alla mesoregione di Metropolitana de Salvador.

## Comuni
Comprende 7 municipi:
- Amélia Rodrigues
- Catu
- Itanagra
- Mata de São João
- Pojuca
- São Sebastião do Passé
- Terra Nova